# 居里亞柯斯·斯塔馬托保羅斯
居里亞柯斯·「肯尼」·斯塔馬托保羅斯（英語：Kyriakos "Kenny" Stamatopoulos；1979年8月28日—）是一位希臘裔加拿大退役足球運動員，在場上的位置是門將。他有過代表加拿大男足出場的經歷。

## 球會生涯
斯塔馬托保羅斯職業生涯腳步遍佈北美及歐洲，特別是北歐。

## 國際賽生涯
斯塔馬托保羅斯於2001年7月首次為加拿大23歲以下國家隊出場。 
他於2001年11月對馬爾他的友賽，為加拿大首次亮相。

## 外部連結
- Stamatopoulos profile at til.no （挪威文）
- Canadasoccer Profile
- Player profile - Tromso IL
- 居里亞柯斯·斯塔馬托保羅斯在 National-Football-Teams.com 上的出场纪录
- Football Database （页面存档备份，存于）- Kenny Stamatopoulos' Profile on Football Database